# Emil Noll
Emil Noll (ur. 21 listopada 1978 w Kinszasie) – kongijski piłkarz występujący na pozycji obrońcy. 19 sierpnia 2011 roku podpisał kontrakt z Pogonią Szczecin, z którą następnie wywalczył awans do Ekstraklasy. Wcześniej reprezentował barwy Arki Gdynia, FC Vaduz, FSV Frankfurt, SC Paderborn 07, TuS Koblenz, Alemannii Aachen i VfR Aalen. Zawodnik posiada także obywatelstwo niemieckie.